# Aequové
Aequové (starořecky Αἴκουο nebo Αἴκοι) byl italický kmen sídlící v Apeninách na východ od Latia ve střední Itálii, který se objevuje v rané historii starověkého Říma. Po dlouhém boji za nezávislost na Římu byli Aequové poraženi a na jejich půdě byly založeny hojné římské kolonie. Zachovaly se po nich pouze dva nápisy, o kterých se předpokládá, že jsou v jejich jazyce. Nelze z nich vyvodit nic víc, než že jazyk náležel do skupiny italických jazyků. Autory dalších nápisů v oblasti jsou již latinsky mluvící kolonisté. Koloniální exonymum doložené v těchto nápisech je Aequi a také Aequicoli („kolonisté z Aequia“). Rukopisné varianty klasických autorů používají tvary Equic- , Aequic- nebo Aequac-. Pokud je forma bez -coli brána jako původní, může to být také endonymum, ale pro tuto hypotézu v současnosti chybí další důkazy.

## Území
Historikové popsali mnoho válek mezi Aequy a Římem; geografové se o nich téměř nezmiňují. Plinius starší a Klaudios Ptolemaios jen stručně zmínili Cliternii (nebo Cliternum) a Carsioli jako města náležející Aequům. Plinius je klade do Augustova Regio IV; Ptolemaios dodává, že sídlili na východ od kmene Sabinů. Obsadili horní toky údolí řek Ania, Tolena a Himelly, přičemž poslední dvě řeky tečou na sever, kde se vlévají do řeky Nery.

## Dějiny
Podle Strabóna Aequové existovali již v době, kdy bylo založeno město Řím. Poprvé je zmiňuje historik Livius jako národ, od kterého Římané převzali rituály vyhlášení války. Livius také uvádí, že poslední král Říma, Tarquinius Superbus, s Aequy uzavřel mír.
Proti Římanům vedli několik válek, z nichž jedna v roce 458 př. n. l. byla významná bitvou u hory Algidus. Jejich hlavní centrum údajně obsadili Římané kolem roku 484 př. n. l. a znovu asi o 90 let později.
Zmínky o bojích mezi Římany a Aequy se ve druhé polovině 5. století př. n. l. stávají stále vzácnějšími. Pravděpodobně se Aequové postupně stali usedlejším lidem a v důsledku toho jejich nájezdy ustaly.
V roce 390 př. n. l. porazila skupina galských kmenů římskou armádu v bitvě u Allie a poté vyplenila Řím. Starověcí spisovatelé uvádějí, že v roce 389 př. n. l. postavili Etruskové, Volskové a Aequové armády v naději, že využijí tohoto poklesu římské moci. Podle Livia a Plutarcha shromáždili Aequové svou armádu u města Bolae právě v době, kdy římský diktátor Marcus Furius Camillus způsobil těžkou porážku Volskům. Překvapil aequijské vojsko a dobyl jak jejich tábor, tak i město. Podle Diodóra Aequové ve skutečnosti obléhali Bolae, když na ně Camillus zaútočil. Podle Livia římská armáda opětovně zpustošila území Aequů v roce 388 př. n. l., tentokrát však nenarazila na žádný odpor. Oakley považuje tyto zprávy o římských vítězstvích proti Aequům v letech 389–388 př. n. l. za historické, potvrzené vymizením Aequů z písemných pramenů nejpozději do roku 304 př. n. l. Vzhledem ke sporům v pramenech však přesnou povahu bojů kolem Bolae nelze určit. Bolae bylo latinské město, ale bylo také dějištěm mnoha bojů mezi Římany a Aequy a několikrát změnilo majitele. Je tedy možné buď jeho – prameny nezmíněné – obsazení Aequy následované znovudobytím Římany, nebo neúspěšné obléhání Aequy.
Aequové nebyli až do konce druhé samnitské války stále definitivně poraženi. Po ní, jak se zdá, obdrželi omezenou formu práv.
O jejich následném politickém stavu je známo jen to, že po spojenecké válce se obyvatelé Cliternie a Nersae objevili sjdnoceni v res publica Aequiculorum, což bylo běžné municipium nacházející se na území současné obce Pescorocchiano. Latinské kolonie Alba Fucens (založena 304 př. n. l.) a Carsioli (298 př. n. l.) musely rozšířit používání latiny po celém svém území; přes něj vedla hlavní (a po nějakou dobu jediná) cesta, Via Valeria, do Lucery a na jih.
Na sklonku republikánského období se Aequové objevují pod jménem Aequiculi nebo Aequicoli, organizované jako municipium, jehož území zřejmě zahrnovalo horní část údolí řeky Salto, stále známé jako Cicolano (z latinského Ager Aequicolanus). Je však pravděpodobné, že nadále žili ve svých vesnicích jako dříve, z nich nejvýznamnější byly Nersae. Pozůstatky zahrnují velké polygonální terasovité zdi.